# Unión Internacional de Cristalografía

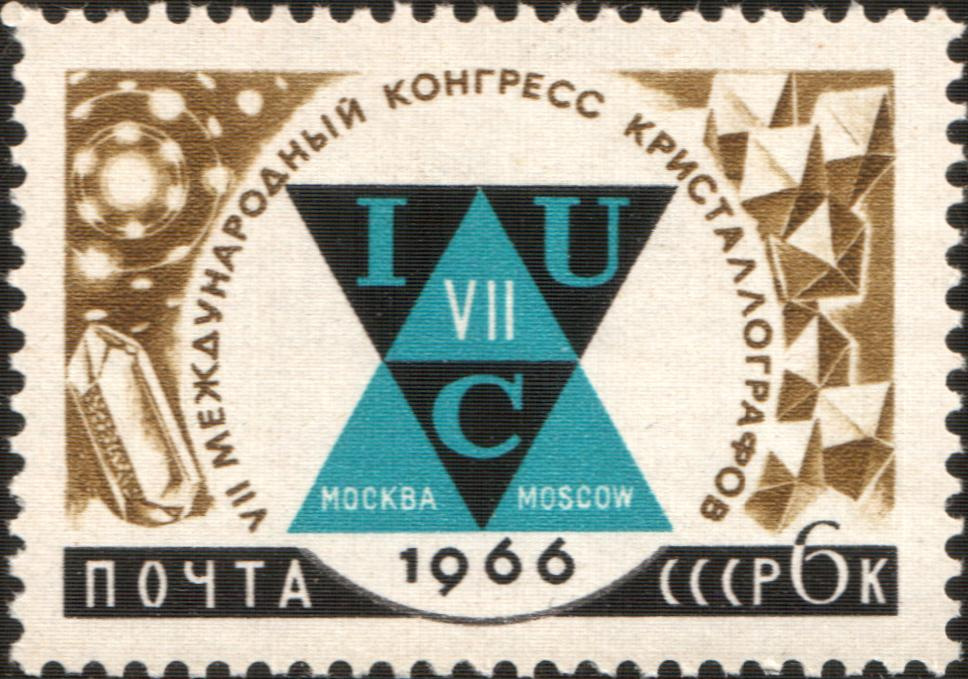
Sello de la Unión Soviética 1966 CPA 3307 (7.º Congreso Internacional de Cristalografía (12-21.07, Moscú). Emblema: cristales. Cristal de cuarzo cultivado artificialmente y estructura del mineral de scheelita).

La Unión Internacional de Cristalografía (en inglés, International Union of Crystallography, IUCR) es una sociedad científica que pertenece al Consejo Internacional para la Ciencia, antes Consejo Internacional de Uniones Científicas (ICSU), que posee el objetivo de servir a la comunidad mundial de la cristalografía.
Fue fundada en 1948 con la ayuda de Ralph Walter Graystone Wyckoff, quien ejerció los puestos de vicepresidente y presidente de 1951 a 1957

## Notación de simetría
La notación IUC, notación internacional o notación de Hermann-Mauguin es la notación para grupos de simetría adoptada por la Unión Internacional de Cristalografía en el año 1952. Nombra cada uno de los grupos de simetría planas con un nombre de 4 caracteres. En primer lugar se tiene una P o una C para señalar los grupos primitivos o centrados. A cada grupo se le asigna un número (1, 2, 3, 4 o 6) para designar la simetría de primer orden. Los grupos pueden tener una o dos simetrías de reflexión, primero respecto de un plano vertical (reflexión horizontal), y en segundo lugar respecto de un plano horizontal (reflexión vertical). Una reflexión simple se indica con m(mirror o espejo), y una reflexión con deslizamiento se indica con g. El marcador de posición (subíndice) 1 indica una dirección ortogonal sin reflexiones. Ejemplo: Cmm2

## Publicaciones
- Tablas internacionales de cristalografía
- Revistas científicas:
  - Acta Crystallographica Section A: Foundations of Crystallography;
  - Acta Crystallographica Section B: Structural Science;
  - Acta Crystallographica Section C: Crystal Structure Communications;
  - Acta Crystallographica Section D: Biological Crystallography;
  - Acta Crystallographica Section E: Structure Reports Online;
  - Acta Crystallographica Section F: Structural Biology and Crystallization Communications;
  - Journal of Applied Crystallography;
  - Journal of Synchrotron Radiation.